# István Osztrics
István Osztrics, född den 25 december 1949 i Budapest, Ungern, är en ungersk fäktare.
Han tog OS-guld i herrarnas lagtävling i värja i samband med de olympiska fäktningstävlingarna 1972 i München.